# 워싱턴 대학교 세인트루이스
워싱턴 대학교 세인트루이스(영어: Washington University in St. Louis, WashU, 또는 WUSTL)는 미국 미주리주 세인트루이스 시에 있는 연구 중심의 명문 사립대학교이다. 크게 7개의 대학원과 학부로 구성되어 있으며 미국에서 최상위권 교육 및 연구기관으로 평가 받고 있다. 워싱턴 대학교(University of Washington)와는 다른 대학이다.
경영, 의료, 사회복지, 도시 · 건축 등의 분야가 유명하며, 특히 메디컬 스쿨이 (의과 대학) 세계적인 지명도를 자랑하며 수많은 노벨상 수상자를 배출하고있다. 2019년 기준, 현재까지 24명의 노벨상 수상자가 소속되어 있으며 그 중 9명이 선구적인 연구를 수행하고있다. 워싱턴 대학교는 의대로 잘 알려져 있다. 의대가 좋은 대부분의 학교가 그렇듯이 다른 생명과학 분야들도 매우 우수하다.
공식적으로는 "Washington University in St.Louis"이지만 일반적으로 대학교의 이름의 첫글자로부터 유래된 닉네임인 "WashU"(와슈 또는 워슈), 또는 "WUSTL"(우슬 또는 우스틀) 도 있다. 지역적인 혼란을 막기 위해서, 재단의 평의회는 1976년에 "in St. Louis"를 덧붙였다.

## 학부 입학

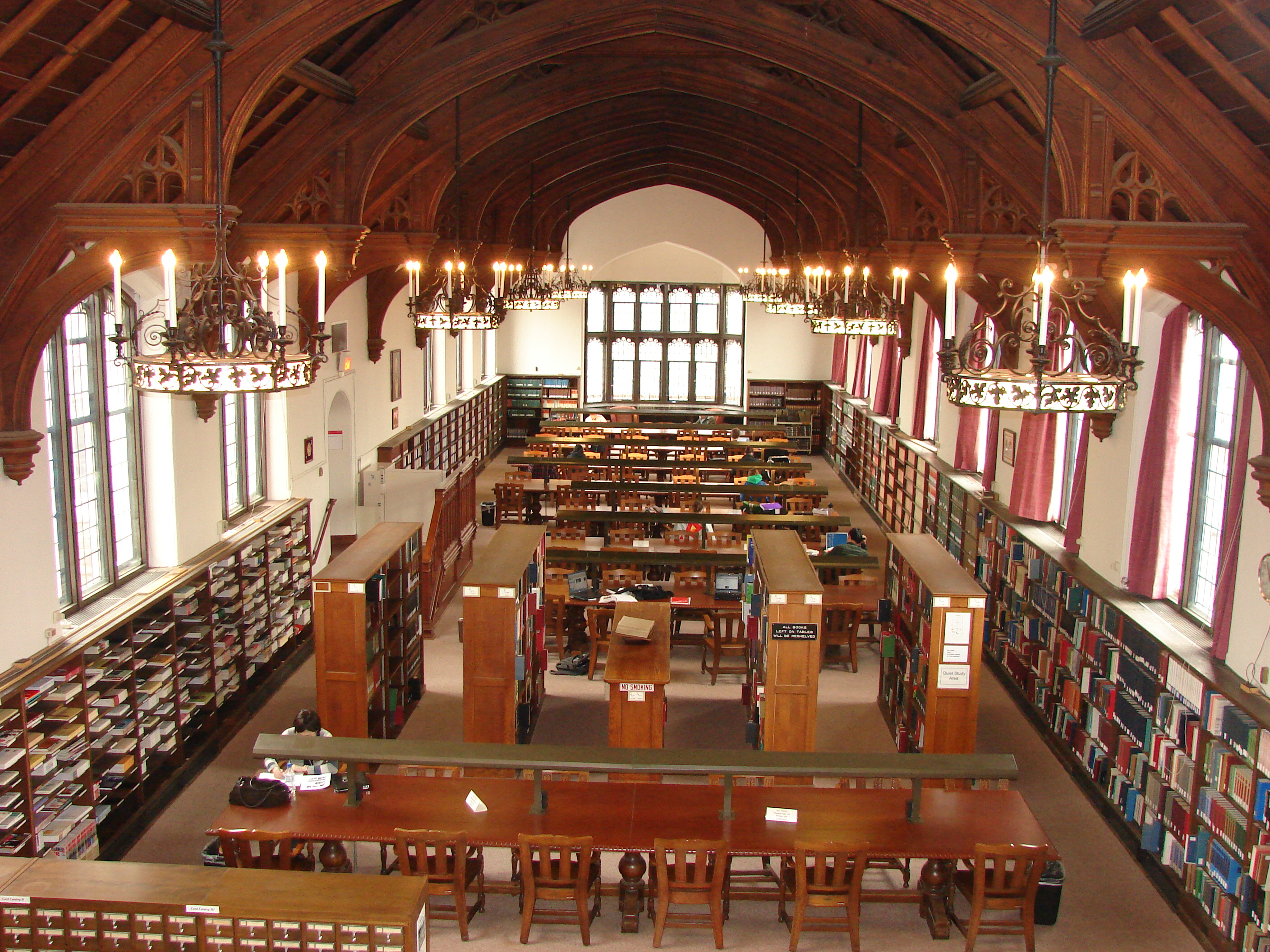
워싱턴 대학교 동아시아 학과 도서관

2021년 가을에 입학한 신입생(Class of 2024)의 경우 27,949명의 지원자 중 16%가 합격했다.
2013년의 비즈니스 인사이더 기사에 의하면 워싱턴대학교 세인트루이스 학생들의 평균 SAT(미국수능) 점수는 2400만점에서 2225점으로 미국내에서 공동 3위인 예일대, 프린스턴대, 그리고 시카고대학을 이어 6위권이라고 한다.
2013년 워싱턴 대학교 세인트루이스의 사회복지대학과 의과대학의 경우 U.S. News Best Grad School Rankings에서 각각 1위와 4위를 기록했다.
BloombergBusinessweek은 2013년 랭킹에서 워싱턴 대학교 세인트루이스의 경영대학인 올린 비즈니스 스쿨(Olin Business School)을 미국 내 경영학부 중 4위로 집계했다.

## 학문

### 전공
최고 인기 전공은 경영학·문예학·심리학·생물학·언어학·공학·건축학이다. 복수전공이나 부전공을 택하는 학생도 많으며 심지어 다른 학교에서 역사학과 건축학을 수강하는 경우도 있다.

### 평가
워싱턴 대학교는 시사 주간지 U.S. News and World Report에서 2022년 14위를 기록하고 있으며, SAT점수로는 전미에서 5위이며 하버드를 포함한 아이비리그보다 높은 순위를 기록하고 있다. 2017년 미국 경제주간지 포브스가 발표하는 미국 대학 연례 순위에서 36위에 선정, 프린스턴 리뷰(The Princeton Review)의 '미국 상위 371개 대학'에서는 스와스모어, 스탠퍼드, 하버드에 이어, '학생들을 위한 재정지원이 가장 우수한 대학' 4위로 선정되었다. 워싱턴 대학교는 42억 달러나 되는 자금을 소유하고 있다.

## 시설

### 캠퍼스
세인트루이스 상업지구에서 서쪽으로 11km 떨어진 교외에 있는 캠퍼스에는 2800명의 학생을 수용할 수 있는 남녀 학생 전용 및 공용 기숙사를 포함해 고딕 양식의 101개 동의 건물이 있다. 1905년부터 학교의 주 캠퍼스로 사용되어 온 댄포스(Danforth) 캠퍼스의 면적은 2,227에이커에 이른다. 현재 캠퍼스에서는 1904년 세계박람회와 하계올림픽이 열리기도 했다.

### 도서관
14개 도서관으로 이루어진 워싱턴 대학의 도서관 시스템은 총 360만 권의 장서를 소장하여 미주리주 최대 규모이다. 학교 캠퍼스에 위치한 존 M. 올린 도서관 외에 미술/건축, 생물학, 화학, 지구/행성과학, 동아시아, 법학, 수학, 의학 음악, 물리학, 사회사업 도서관 및 웨스트 도서관 등이 있다.

### 미술관
1881년에 개관한 밀드레드 레인 켐퍼 미술관은 미국에서 가장 오래된 교육 미술관 가운데 하나다.

## 한국의 대학교와의 관계
워싱턴대학교는 당시 미국 국제협력처(ICA)의 의뢰를 받아, 1958년부터 7년 동안 고려대와 연세대에 10여 명의 교수를 1년 또는 1년 반씩 파견해 경영대학의 발전을 지원했다. 이는 한국의 대표 사립대학의 경영대학 커리큘럼을 개선하고 교수법을 지원하기 위한 프로젝트의 일환으로 수행되었다. 더불어 같은 기간 동안 고려대생과 연세대생 25명이 이 대학 경영대학원에 장학금을 받고 유학하여, 그 중 이준범 전 고려대 총장과 송자 전 연세대 총장을 포함한 8명이 석사 혹은 박사학위를 받았다.

## 참고 문헌
1. ↑  “Nobel Prize Winners – Washington University in St. Louis”. 2019년 1월 21일에 확인함.
2. ↑  http://www.businessinsider.com/colleges-with-the-highest-sat-scores-2013-4?op=1/
3. ↑  “보관된 사본”. 2012년 4월 13일에 원본 문서에서 보존된 문서. 2012년 4월 16일에 확인함.
4. ↑  http://www.businessweek.com/articles/2013-03-20/best-undergraduate-business-schools-2013
5. ↑  “Academic Ranking of World Universities 2018: USA”. Shanghai Ranking Consultancy. 2018년 11월 19일에 확인함.
6. ↑  “U.S. College Rankings 2019”. Wall Street Journal/Times Higher Education. 2019년 5월 7일에 확인함.
7. ↑  “Best Colleges 2019: National Universities Rankings”. U.S. News & World Report. 2018년 11월 19일.
8. ↑  “2018 Rankings - National Universities”. Washington Monthly. 2018년 11월 19일에 확인함.
9. ↑  “Academic Ranking of World Universities 2018”. Shanghai Ranking Consultancy. 2018. 2018년 11월 19일에 확인함.
10. ↑  “QS World University Rankings® 2020”. Quacquarelli Symonds Limited. 2019. 2019년 6월 24일에 확인함.
11. ↑  “World University Rankings 2019”. THE Education Ltd. 2018년 11월 19일에 확인함.
12. ↑  “Best Global Universities Rankings: 2019”. U.S. News & World Report LP. 2018년 11월 19일에 확인함.
13. ↑  “National University Rankings”. 《www.usnews.com》. U.S. News & World Report. LP. 2021년 3월 16일에 확인함.
14. ↑  “미국수능상위10위대학교”.
15. ↑  “America's Top Colleges”. 《Forbes》 (영어). 2017년 8월 5일에 확인함.
16. 1 2  Washington University in St. Louis. “Danforth Campus”.
17. ↑  권순택 (2006년 4월 24일). “[작지만 강한 대학]<10>美 워싱턴대(WUSTL)”. 《동아일보》 (세인트루이스).